# Манассери, Майкл
Майкл Манассе́ри (англ. Michael Manasseri; род. 28 февраля 1974, Покипси, Нью-Йорк) — американский актёр, режиссёр и продюсер.

## Ранние годы
Майкл Манассери родился в городке Покипси, Нью-Йорк.

## Карьера
Майкл Манассери получил известность благодаря роли компьютерного гения Уайатта в сериале «Чудеса науки» в 1994 году. Манассери также сыграл второстепенную роль молодого пилота во втором сезоне комедии канала NBC «Крылья». Также он сыграл несколько гостевых ролей в таких телесериалах, как «Баффи — истребительница вампиров», «Чудесные годы», «Бостонская школа» и «Скорая помощь».
Манассери дебютировал в качестве режиссёра в фильме «Требуется няня», премьера которого состоялась в 2007 году на кинофестивале в Сиджесе в Испании. Второй его фильм ужасов «Кровосос» был выпущен в 2013 году.

## Личная жизнь
В 2013 году Майкл женился на актрисе Саре Бенедикт.

## Фильмография
| Год       |    | Русское название                      | Оригинальное название        | Роль               |
| --------- | -- | ------------------------------------- | ---------------------------- | ------------------ |
| 1987      | с  | Последний электрический рыцарь        | Sidekicks                    | Мэтт               |
| 1988      | ф  | Водительские права                    | License to Drive             | Чарльз             |
| 1988      | тф | —                                     | Crossing the Mob             | Эл                 |
| 1988      | с  | —                                     | Raising Miranda              | Джек Миллер        |
| 1989      | с  | Чудесные годы                         | The Wonder Years             | Марк Хупер         |
| 1989      | мф | —                                     | Hound Town                   | Расти              |
| 1989—1995 | с  | —                                     | A Peaceable Kingdom          | Дин Кафферти       |
| 1990      | с  | ABC Специально после школы            | ABC Afterschool Specials     | н/д                |
| 1990      | с  | Чарльз в ответе                       | Charles in Charge            | Майкл Колфакс      |
| 1990—1991 | с  | Крылья                                | Wings                        | Кенни Макилви      |
| 1991      | с  | —                                     | Charlie Hoover               | Пол Хувер          |
| 1993      | с  | Квантовый скачок                      | Quantum Leap                 | Джерри             |
| 1993      | с  | Шоу Джеки Томаса                      | The Jackie Thomas Show       | Гэри Стайн         |
| 1994      | с  | —                                     | USA Up All Night             | Уайатт Доннелли    |
| 1994      | с  | Скорая помощь                         | ER                           | Майкл Кенни        |
| 1994—1998 | с  | Чудеса науки                          | Weird Science                | Уайатт Доннелли    |
| 1995      | с  | —                                     | Bless This House             | Тодд               |
| 1996      | мс | Дакмен                                | Duckman                      | Уайатт Доннелли    |
| 1997      | ф  | Когда опасность проводит тебя до дома | When Danger Follows You Home | Гогол              |
| 1998      | ф  | —                                     | Chick Flick                  | Айвен              |
| 1999      | с  | Баффи — истребительница вампиров      | Buffy the Vampire Slayer     | Скайлер            |
| 1999      | с  | Скользящие                            | Sliders                      | Бобби Хоукс        |
| 2000      | ф  | Пляжный психоз                        | Psycho Beach Party           | парень             |
| 2000      | мс | Дикая семейка Торнберри               | The Wild Thornberrys         | Бинг / обезьяна    |
| 2001      | с  | Да, дорогая!                          | Yes, Dear                    | доктор Траберт     |
| 2001      | ф  | Спасибо небесам                       | Thank Heaven                 | Дэвид Джеймс       |
| 2001      | ф  | Солнечная буря                        | Sunstorm                     | Пакард Уолш        |
| 2002      | с  | Бостонская школа                      | Boston Public                | Джером Харрисон    |
| 2010      | ки | —                                     | Rock of the Dead             | Коллективный разум |
| 2013      | ф  | Кровосос                              | Sucker                       | Джим Кроули        |
| 2013      | с  | —                                     | The Road to Hell             | разные персонажи   |